# マートル・マカティアー
マートル・マカティアー（英語: Myrtle McAteer, 1878年6月12日 - 1952年10月26日）は、アメリカ・ペンシルベニア州ピッツバーグ出身の女子テニス選手。フルネームは Myrtle June McAteer （マートル・ジューン・マカティアー）という。初期の全米選手権（現在の全米オープンテニス）で活躍した選手で、1900年の女子シングルス、1899年と1901年の女子ダブルスで優勝した。

## 来歴
マカティアーは1899年から1901年まで、全米選手権の女子シングルス・女子ダブルス部門に3度出場した。初出場した1899年は、シングルスは「チャレンジ・ラウンド」（Challenge Round, 挑戦者決定戦）の準々決勝でモード・バンクスに敗れたが、ジェーン・クレーブンと組んだ女子ダブルスで優勝する。1900年の女子シングルスで、マカティアーは「チャレンジ・ラウンド」決勝でエディット・パーカーを破り、大会前年度優勝者マリオン・ジョーンズへの挑戦権を得たが、ジョーンズはこの大会に出場しなかったため、ここでマカティアーの初優勝が決まった。チャレンジ・ラウンド勝者と大会前年度優勝者による「オールカマーズ・ファイナル」（All-Comers Final）方式の場合、自動的に決勝に進出できる前年優勝者が出場しなかったときは、優勝記録表にはチャレンジ・ラウンド優勝者と準優勝者の名前が記載される。したがって、1900年の全米選手権女子シングルス優勝記録にはマカティアーとパーカーの名前を記載する。
1901年の全米選手権では、マカティアーは大会前年優勝者として「オールカマーズ・ファイナル」に出場したが、チャレンジ・ラウンド勝者のエリザベス・ムーアに 4-6, 6-3, 5-7, 6-2, 2-6 の5セット・マッチで敗れた。1891年から1901年まで、全米選手権の女子シングルス決勝は5セット・マッチで行われたが、マカティアーとムーアの決勝戦を最後に廃止された。1894年から1901年まではチャレンジ・ラウンド決勝も5セット・マッチで実施され、マカティアーに挑戦したムーアはマリオン・ジョーンズと5セットを戦っていた。女子ダブルス決勝では、ムーアとジョーンズの組の棄権により、マカティアーとジュリエット・アトキンソンの組が優勝した。これがマートル・マカティアーの最後の全米選手権出場になった。
マートル・マカティアーは長年にわたり、シンシナティ開催のテニストーナメント（現在のシンシナティ・マスターズ）で活躍した。この大会は1899年に創設されたもので、アメリカのテニス・トーナメントとしては全米オープンに続く古い大会である。
「カリフォルニア州の死亡記録」（1940年-1997年）によれば、マートル・ジューン・マカティアーは1952年10月26日にカリフォルニア州ロサンゼルスにて74歳で死去した。

## 参考資料
- Bud Collins, “Total Tennis: The Ultimate Tennis Encyclopedia” Sport Classic Books, Toronto (2003 Ed.) ISBN 0-9731443-4-3
- http://www.ancestry.com/ で“Birth, Marriage & Death Records (SSDI)”をクリックし、名前を入力すると“California Death Index, 1940-1997”（カリフォルニア州の死亡記録、1940年-1997年）が出てくる。